# Trioxidan
Trioxidan (H2O3) je jednou ze sloučenin vodíku a kyslíku. Je nestabilní, jeho rozpouštěním ve vodě vzniká kyselina trioxidanová,[zdroj⁠?!] která tvoří soli trioxidy[zdroj⁠?!] a je poněkud silnější kyselinou než peroxid vodíku, ovšem je ještě nestabilnější.
Rozkládá se na vodu a kyslík takto:
H2O3 → H2O + O2.
Poločas tohoto rozpadu je 16 minut v organických rozpouštědlech, avšak jen několik milisekund ve vodě.
Délka vazby mezi atomy kyslíku je 142,8 pm na rozdíl od 146,4 pm u peroxidu vodíku.